# Stützprobe
Die Stützprobe ist ein tiermedizinisches Untersuchungsverfahren zur Überprüfung des Duldungsreflexes bei Sauen. Sie wird im Regelfall nach einem positiven Flankengriff durchgeführt. Für die Untersuchung stellt sich der Untersucher hinter die Sau und stützt sich mit beiden Händen auf den Rücken im Bereich der Lende des Tiers. Eine deckbereite Sau toleriert diese Manipulation. Dann schließt sich zumeist eine Reitprobe an, mit der das Ergebnis gesichert wird.